# Gouverneur (hrabstwo St. Lawrence)
Gouverneur – wieś w Stanach Zjednoczonych, w stanie Nowy Jork, w hrabstwie St. Lawrence.